# سد سنبل‌رود

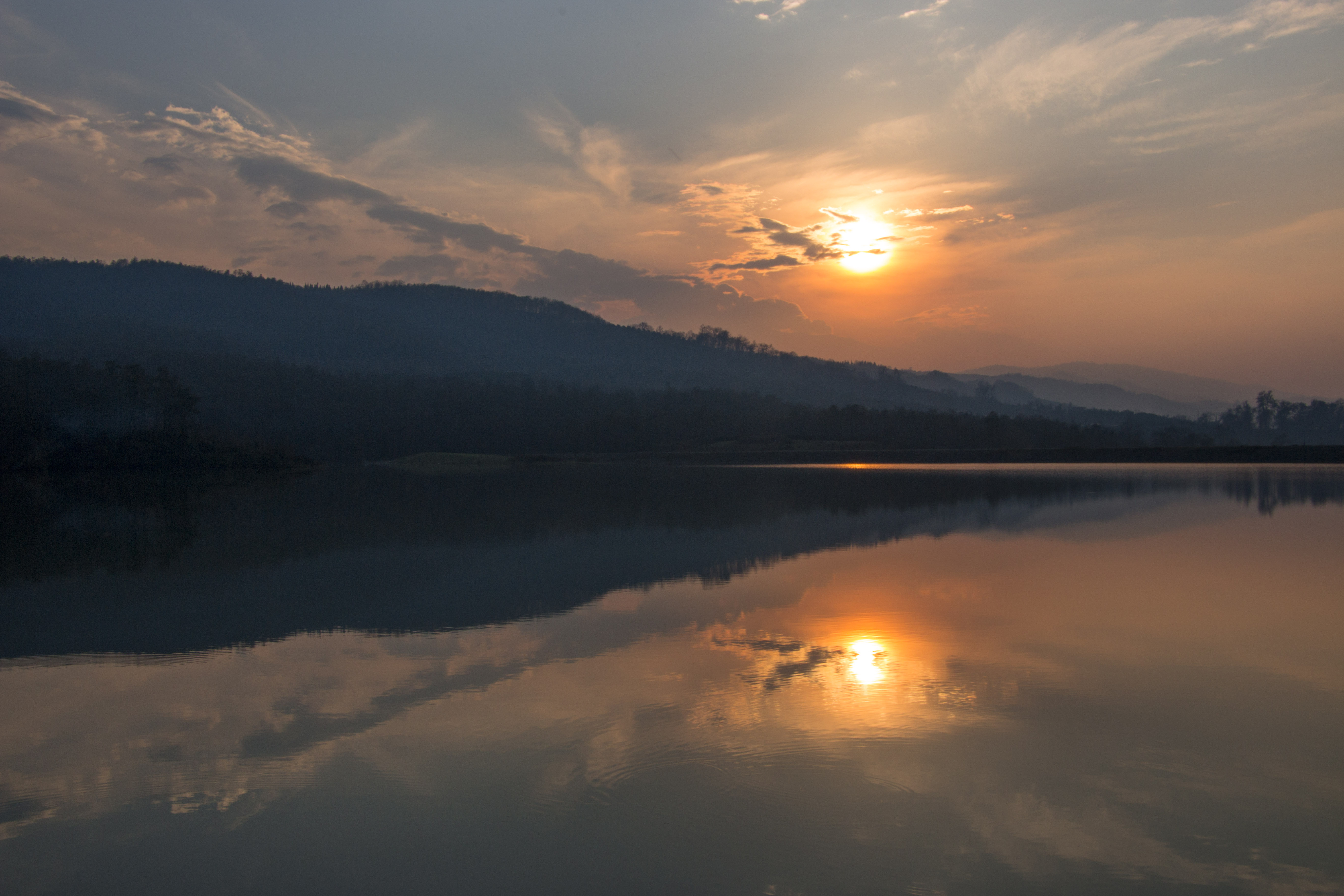

سد سنبل‌رود سدی از نوع خاکی با هسته رسی واقع در شهرستان سوادکوه شمالی، بین شیرگاه و بخش بابل‌کنار بابل می‌باشد.
طول تاج این سد ۸۸۹ متر، عرض تاج آن ۱۰ متر و ارتفاعش از کف پی ۲۲٫۵ متر می‌باشد.
پانزدهمین جشنواره سراسری نقاشی خدا در روستا، همزمان با بزرگترین نمایشگاه نقاشی روستایی ایران، ۱۶ مرداد ۱۳۸۸ با حضور هنرمندان و استادان هنرهای تجسمی ممتاز کشور در محل سد سنبل‌رود سوادکوه شمالی برگزار شد.

## امکانات گردشگری
از جمله امکانات گردشگری سد سنبل‌رود و پیرامون آن که یکی از ۵۰ منطقه گردشگری زیبای استان مازندران به‌شمار می‌آید می‌توان به موارد زیر اشاره نمود:
- ۳۵ هکتار پارک جنگلی که از این مساحت حدود ۱۶ هکتار آن زیر آب می‌باشد. بیش از ۵ هکتار تحت پوشش آلاچیق بوده و مابقی پارک جنگلی و ساحلی می‌باشد.
- تعداد ۵۰ هزار بچه ماهی در آب در هر دوره پرورش داده می‌شود.
- محیطی کاملاً طبیعی و دست نخورده با داشتن دریاچه و جنگل که نظر هر بیننده را به خود جلب می‌کند.
- مکانی مناسب برای پیاده‌روی بر روی تاج سد به طول ۳ کیلومتر.[۵]
- کلبه‌های اقامتی در دل طبیعت (در حال ساخت)
- قایق‌رانی تفریحی

## سایت برای بازدید امکانات سد سنبل رود
سایت مدیریت مجموعه تفریحی توریستی سنبل رود